# Соя (озеро)
Соя или Сая (тадж. Соя — тень) — озеро завального происхождения, расположенное в Пенджикентском районе Согдийской области Таджикистана на высоте 1701 метр над уровнем моря. Ширина — 100 м.

## Описание
Соя второе по счёту озеро в каскаде Маргузорских озёр долины Хафткул (Фанские горы). Географически озеро расположено так, что водная гладь весь день находится в тени. Отсюда и название, — слово «соя» в таджикском языке означает «тень».
Воды озера переливаются всеми оттенками синего, изредка переходящего в фиолетовый цвет.

## Химический состав
Согласно классификации природных вод по выделению гидрохимических фаций Г. А. Максимовича, Соя входит в зону горных территорий гидрокарбонатной гидрохимической формации с преобладанием гидрокарбонатно-кальциевых вод. В таблице учёного приведены следующие характеристики вод озера:
| Формация         | Фация               | Минерализация, мг/л |
| ---------------- | ------------------- | ------------------- |
| Гидрокарбонатная | HCO3— Na+ +K+ —Ca²+ | 50—150              |